# Alicates

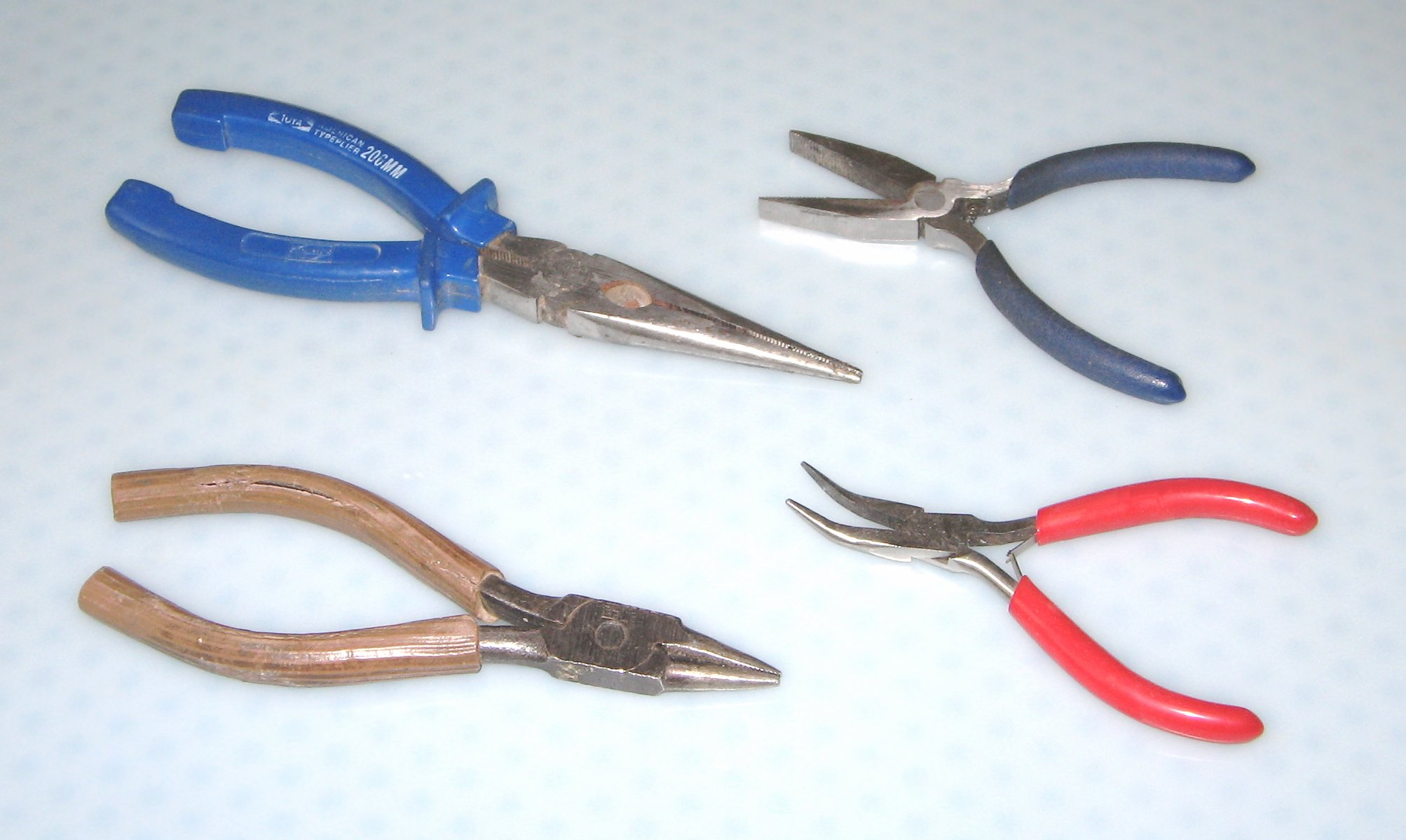
Joc d'alicates d'electricista

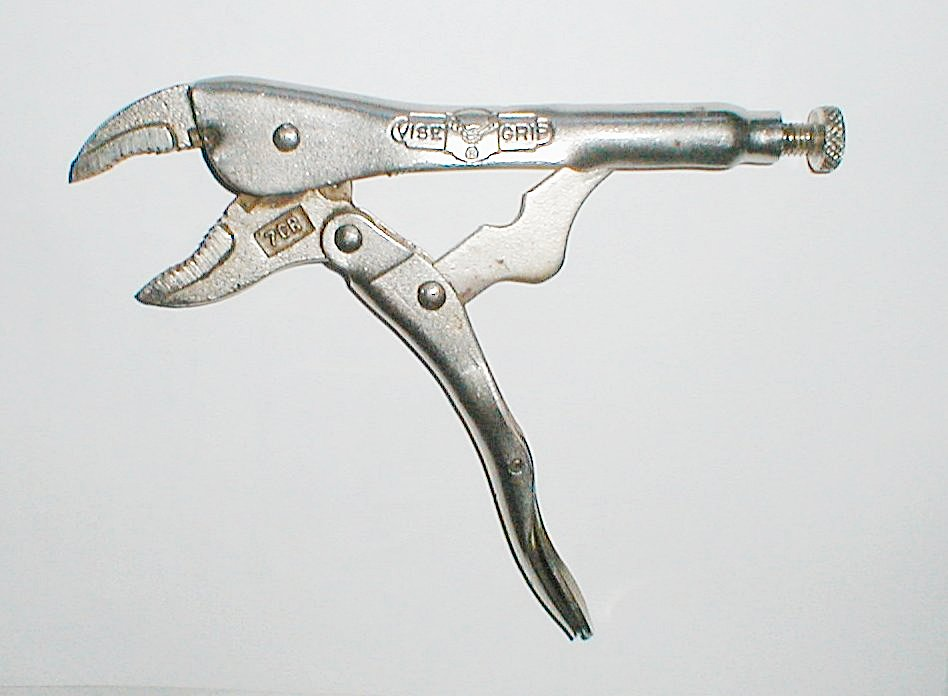
Alicates de pressió

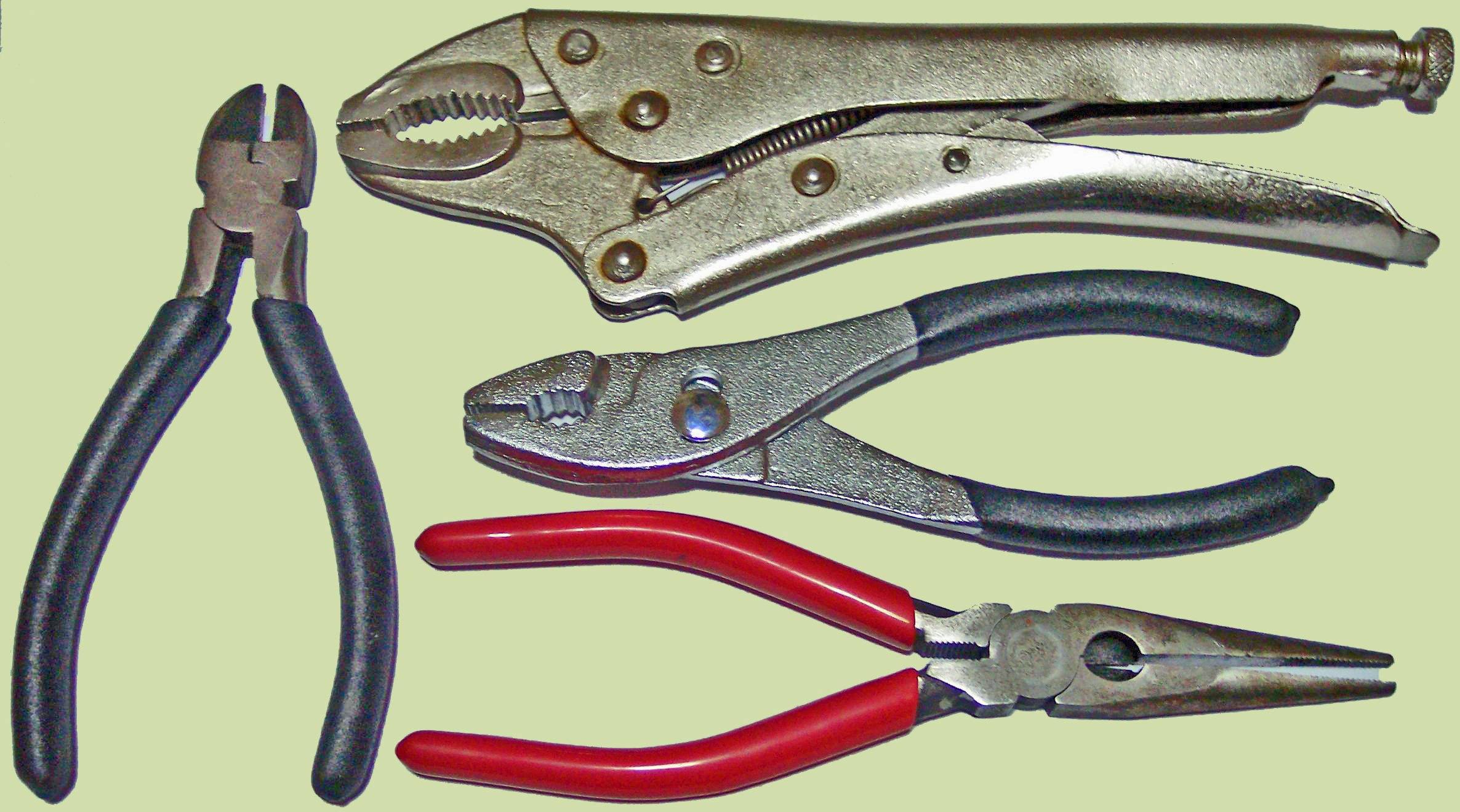
Joc d'alicates de mecànic

Els alicates o pinces es una eina multifunció generalment utilitzada per a fer de palanca o per a fer girar caragols femella.
Es solen fer servir també per obtenir peces molt calentes o com a suport per a soldar tubs de coure.
Les alicates solen ser fetes de ferro.
Les alicates més utilitzades tenen un punt de subjecció estriat per als cargols femella i després una zona plana a la punta per a agafar objectes. Algunes, a més, tenen abans del punt de subjecció una zona tallant tot al llarg per tal de pelar cables, encara que no s'acostuma a fer servir, ja que existeixen altres eines per a aquest propòsit.
Els diversos tipus d'alicates que hi ha són:
- Alicates universals.
- Alicates de tall, estenallons o tallaferros: tenen els morros en forma de pinces i amb tall dret, per a pelar i tallar cables elèctrics. No s'han de confondre amb les tenalles.
- Alicates pelacables: existeixen versions d'alicates que s'utilitzen únicament per a pelar cables, amb una forma diferent de la de les alicates usuals.
- Alicates de pressió.
- Alicates planes, de morro pla, de punta o (es)pinces: de morros drets o corbats, serveixen per a tenir, arrancar, tòrcer, tallar, etc., coses de poc diàmetre, com filferro, tatxetes, etc.
- Alicates de punta rodona o de morro rodó: útils per a fer anelles amb els cables que envolten la punta de les alicates.
- Alicates de punta fina.
- Alicates d'obertura extensible.
- Alicates de tija cònica.
- etcètera

Com a protecció, els mànecs estan protegits en el major nombre de casos. Les diferents proteccions són:
- Alicates amb funda recoberta: la majoria.
- Alicates amb funda de plàstic reforçat.
- Alicates aïllades VDE, homologades per treballar amb components amb corrent.

## Història
Les alicates van ser inventades a Europa cap a l'any 2000 aC per collir objectes calents (principalment el ferro de la forja). Entre les més antigues il·lustracions d'alicates figuren les del déu grec Hefest, que en té a la seva ferreria. Els diferents tipus d'alicates van sorgir a mesura que es trobaven diferents situacions en què utilitzar-les: ferradures, panys, cables, tubs, components elèctrics. A causa de la multitud de possibles objectes i maneres d'utilitzar aquestes eines, la varietat d'alicates en els nostres dies excedeix, probablement, la de qualsevol eina manual.